# Lidija Guseva
Lidija Georgievna Guseva, coniugata Stroilova (in russo Лидия Георгиевна Гусева-Строилова?; 4 agosto 1945), è un'ex cestista sovietica.

## Carriera
Con l'Unione Sovietica ha disputato i Campionati del mondo del 1971 e due edizioni dei Campionati europei (1970, 1972).